# Nel·lo C
Oriol Carcolse Marinel·lo, més conegut pel nom artístic de Nel·lo C, (Sabadell, 7 de setembre de 1990) és un músic, cantant, compositor i productor audiovisual català.

## Biografia

### Inicis musicals i Conunparde
S’introdueix al món musical de ben petit quan, a tan sols cinc anys, comença a estudiar solfeig i bateria. A nou anys inicia els estudis d’acordió i a onze decideix tocar en una banda municipal com a percussionista. Així és com se li ofereix l’oportunitat de fer gires per tot el país i de participar en concursos de caràcter estatal i internacional com el “Torneo Internacional de Música” (Saragossa, 2007).
L’any 2003 emprèn el primer projecte de rap, Imperio Lírico, que dos anys després el duu a editar el seu primer treball Renacer de mi ser. Al cap d’un any funda el grup Conunparde, al costat de Menos i Dj. Player. Així comença un període prolífic en què van oferir més de quaranta concerts en escenaris tan rellevants com l'Hipnotik Festival (2008), la Festa Major de Sabadell (2008), la Marató de TV3 (2009) o LKXA Extreme Action Sports Festival (2011).

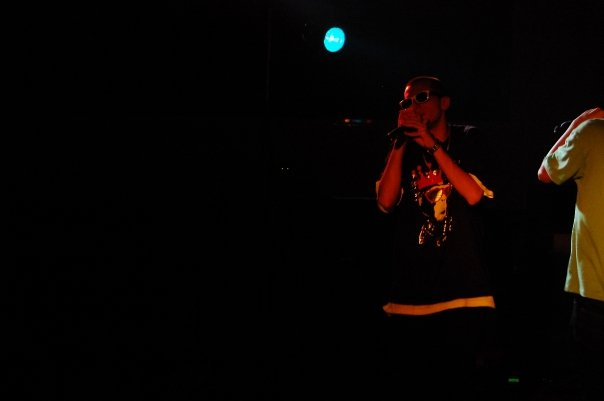
Nel·lo C en concert l'any 2009

Durant aquest temps, el grup edita diverses maquetes i un treball “CONUNPARDE2009”, en format minidisc. Aleshores fa un pas endavant en la seva carrera, després d’adquirir un local on, a banda de produir per a altres grups, escriu i produeix la maqueta “ShowMixtape” (2010).
L’any 2011, i sense deixar aparcat Conunparde, engega juntament amb Ill Bambinos, Zaisé i Mailer un projecte ambiciós de segell musical que bategen com Barrio Bizness. Al redós d’aquesta etiqueta neix un espai de creació d’on surten nous temes i videoclips, a més de concerts en diferents sales, com Millenium&Cosmic Club (Girona). El més destacat d’aquesta etapa, però, és l'enriquiment musical i l'experiència que adquireix.
Durant el 2012 funda 105MUSIK, un segell musical i punt i a part de la seva carrera. Converteix el local, en ple centre de Sabadell, en un estudi de gravació i edició musical, on a més produeix i edita vídeos. Un espai propi d’inspiració, de molta feina…: el projecte de la seva vida. Aquí comença, també la seva carrera musical en solitari: Nel·lo C entra en escena.

### Nel·lo C
El seu primer projecte va veure la llum el 2013, un encàrrec audiovisual de l'Ajuntament de Sabadell. L’Amor és Lliure', una reivindicació de la tolerància i la llibertat sexual en forma de cançó i de videoclip, que s’ha reproduït en locals de Sabadell, durant la Festa Major, en equipaments esportius com l’Estadi del Centre d’Esports Sabadell i complementat amb xerrades en centres educatius de diferents barris de la ciutat.
Per Nadal de 2014 publica el seu primer disc en solitari, Arrels EP. En format digital i de descàrrega gratuïta, gravat a 105MUSIK per ell mateix, mesclat per J. Crystal Beatz i masteritzat a Sage Audio, Nashville (EUA). El disc és una compilació de sensacions, emocions i experiències que plasma en cadascuna de les cinc cançons, amb la col·laboració de Marc Thió a la bateria, de J. Crystal Beatz i Pinewood a les produccions i de Valle Ruiz a la veu. El març de 2015 presenta el videoclip de la cançó que dona nom al disc, Arrels. Un vídeo enregistrat entre Sabadell i Mellab (al Marroc) i que, a partir d’experiències de diferents amics i familiars arribats de fora, vol promoure la integració, i els valors culturals que cadascú li ha ensenyat a casa. El vídeo genera un debat sobre la dicotomia d’integrar-se en un lloc nou sense perdre els valors propis dels teus i de casa teva. Per l’agost del mateix any, Nel·lo C publica el videoclip de la cançó Demens/tis, primer avanç del seu segon disc, Llunàtic.

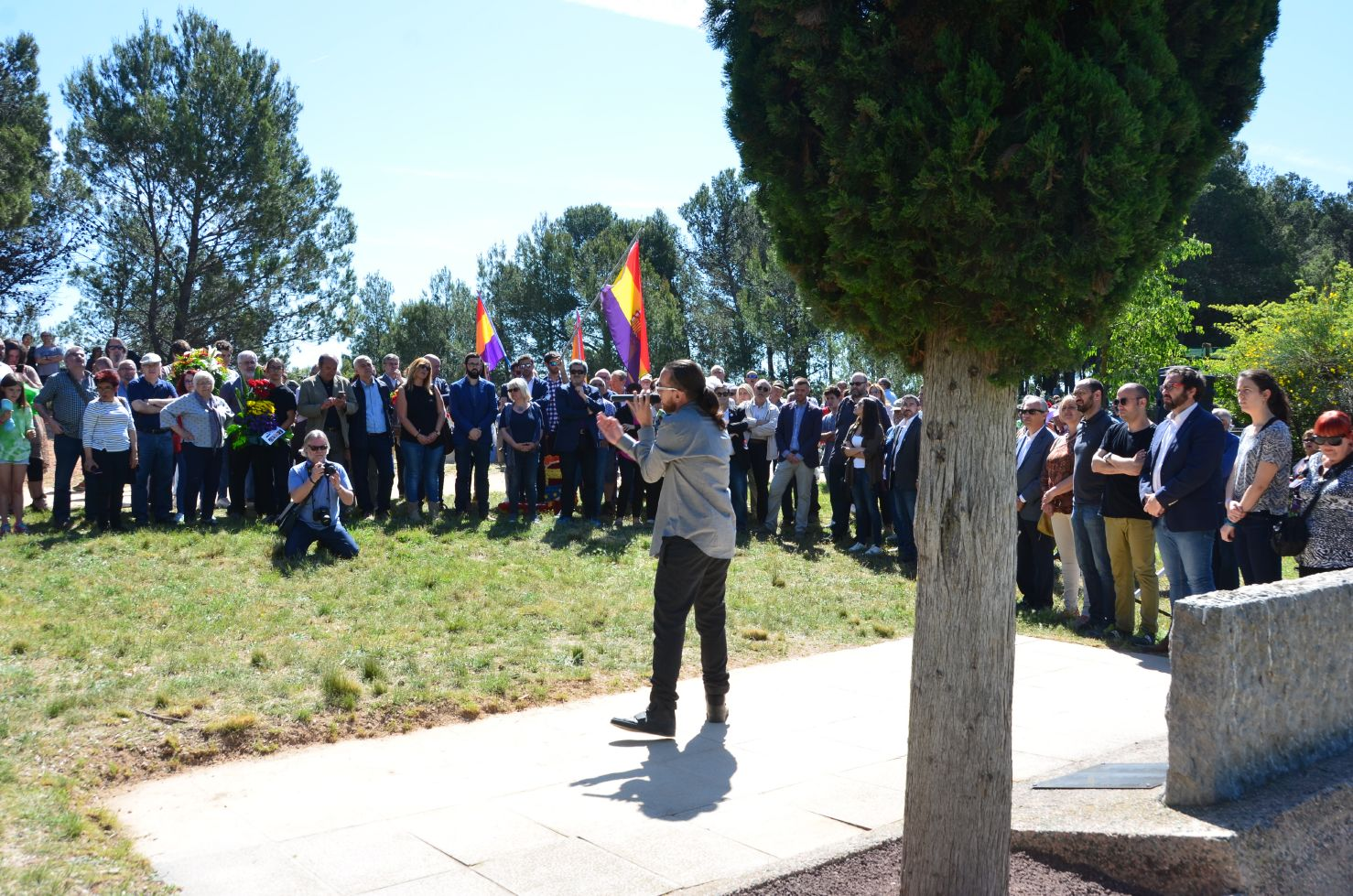
Nel·lo C en un homenatge a les víctimes del nazisme (2017)

Al maig de 2016 publica el videoclip de la cançó Nautilus, una oda moderna als pescadors, gravada amb la col·laboració de la Confraria de Pescadors de Sant Feliu de Guíxols. A l’agost, presenta al costat de Diyambo la cançó Llar, acompanyat del videoclip corresponent, gravat als ja desapareguts blocs de l’amiant de Sabadell. Dedicada a tothom a qui resulta difícil d’accedir a un habitatge digne en aquesta societat on vivim. El 12 d’octubre de 2016 Nel·lo C publica Mai, una cançó que recorda el passat més tràgic del país: la Guerra Civil espanyola, la repressió franquista i les fosses encara presents en certes contrades. Amb un videoclip gravat al cementiri de Sabadell, vol fer reflexionar sobre la situació actual del país amb els paral·lelismes del passat.
Per Nadal presenta Herois, gravada en alguns dels barris més humils de Sabadell, pretén donar visibilitat a tots els qui fan de tot per a tirar endavant les famílies, i que durant aquesta època de l’any veuen com es fa palesa aquesta desigualtat.
Per a celebrar la diada de Reis l’artista egarenc publica Ruïna. El tema té un marcat caràcter reivindicatiu i aprofita aquesta data tan assenyalada per a fer una reflexió sobre la monarquia en ple segle XXI. El març de 2017 Nel·lo C publica El Barri, filmat en una colònia minera de Sallent (el Bages). Ha estat el videoclip de l’artista que més impacte ha generat a la xarxa.
El 21 d’abril torna a col·laborar amb l’Ajuntament de Sabadell per a produir el videoclip de la cançó Ningú regala res. La tornada de la cançó es va fer servir per a enregistrar l’anunci de promoció de l’acte Sabadell Orienta, una fira enfocada a l'ensenyament en la formació professional.
A finals de maig publica Morocco, gravada en alguns dels espais més emblemàtics de la ciutat de Marràqueix, al Marroc. La cançó és una crítica al tractament de la informació que en fan els mitjans i una crida a conèixer les distintes cultures. L’artista, amarat de les arrels dels qui té a la vora, dedica aquesta cançó als seus amics catalanomarroquins.

## Discografia

### Discs
- Conunpardechisteras (2007)
- COUNPARDE2009 (2009)
- Show Mixtape (2010)
- Arrels EP (2014)
- Llunàtic (2018)
- Ànima Rebel (2020)

### Singles
- L'Amor és lliure (2013)
- Demens/tis (2015)
- Nautilus (2016)
- Cosmonauta (2016)
- Llar (2016)
- Ruïna (2017)
- L'enveja dels estels (2017)
- Ningú regala res (2017)
- Capocannoniere (2019)
- Gerard Piqué (2020)
- Sessions Casolanes (2020)
- Tot (2021)

## Videoclips
| Any  | Cançó                | Àlbum                |
| ---- | -------------------- | -------------------- |
| 2013 | L’Amor és Lliure     | L’Amor és Lliure     |
| 2014 | #tellmewhatswrong    | Arrels EP            |
| 2015 | Arrels               | Arrels EP            |
| 2015 | Demens/tis           | Demens/tis           |
| 2016 | Nautilus             | Nautilus             |
| 2016 | Cosmonauta           | Cosmonauta           |
| 2016 | Llar                 | Llar                 |
| 2017 | Ruïna                | Ruïna                |
| 2017 | L'enveja dels estels | L'enveja dels estels |
| 2017 | Ningú regala res     | Ningú regala res     |
| 2016 | Mai                  | Llunàtic             |
| 2016 | Herois               | Llunàtic             |
| 2017 | El Barri             | Llunàtic             |
| 2017 | Morocco              | Llunàtic             |
| 2017 | Carn de Canó         | Llunàtic             |
| 2017 | Llunàtic             | Llunàtic             |
| 2017 | Entre Tots           | Llunàtic             |
| 2017 | amb un somriure:)    | Llunàtic             |
| 2017 | Enlloc               | Llunàtic             |
| 2017 | Fred                 | Llunàtic             |
| 2018 | Què importa          | Llunàtic             |
| 2018 | Gràcies              | Llunàtic             |
| 2018 | D'aquí cap allà      | Llunàtic             |
| 2018 | Capocannoniere       | Capocannoniere       |
| 2019 | Gerard Piqué         | Gerard Piqué         |
| 2019 | Colors Arlequinats   | Colors Arlequinats   |
| 2020 | Lliures              | Sessions Casolanes   |
| 2020 | Difícil Somiar       | Sessions Casolanes   |
| 2020 | Amor d'estiu         | Ànima Rebel          |
| 2020 | Nosaltres            | Ànima Rebel          |
| 2020 | El que vulguem ser   | Ànima Rebel          |
| 2020 | Ànima Rebel          | Ànima Rebel          |
| 2021 | Tot                  | Tot                  |